# Парецкова, Мария Степановна
Мария Степановна Парецкова (19 сентября 1923, Токмово — 20 июля 1995, там же) — звеньевая колхоза «Россия» (Ковылкинский район), Герой Социалистического Труда (1973).

## Биография
Родилась в селе Токмово (ныне — в Ковылкинском районе Мордовии) в крестьянской семье. Получила начальное образование.
С 1943 года работала трактористкой колхоза «Россия» — на тракторах ХТЗ, ДТ-54 (с 1950-х годов), ДТ-74 (с 1966). 
Всего три трактора сменила она за свою трудовую жизнь.
По итогам работы в 7-й семилетке (1959-1965) была награждена орденом Ленина.
С 1968 года М.С.Парецкова руководила механизированным звеном в колхозе. Хорошее знание техники и основ агрономии стали залогом получения её звеном высоких урожаев. В 1971 году звеном собрано зерновых 15,5 центнера с гектара, в засушливом 1972 году – 17,8 центнера, а в 1973 году её звено получило урожай зерновых более 23 центнера с гектара, когда по колхозу средняя урожайность составляла 17 центнеров.
Значительно увеличился урожай картофеля: если в 1971 году он составлял 170 центнеров с гектара, то в 1973 году – 224 центнера, а сбор кукурузы на силос с гектара увеличился за эти года почти в 3 раза.
Указом Президиума Верховного Совета СССР от 11 декабря 1973 года за большие успехи, достигнутые во Всесоюзном социалистическом соревновании, и проявленную трудовую доблесть в выполнении принятых обязательств по увеличению производства и продажи государству зерна и других продуктов земледелия в 1973 году Парецковой Марии Степановне присвоено звание  Героя Социалистического Труда с вручением ордена Ленина и золотой медали «Серп и Молот».
Избиралась депутатом Токмовского сельского Совета.
Вышла на пенсию в 1978 году. Умерла в родном селе.

## Награды
- орден Ленина (23.6.1966) — по итогам работы в семилетке (1959—1965);
- звание Героя Социалистического Труда (11.12.1973) с вручением золотой медали «Серп и Молот» (№ 15472) и ордена Ленина (№ 421670) — за большие успехи, достигнутые во Всесоюзном социалистическом соревновании, и проявленную трудовую доблесть в выполнении принятых обязательств по увеличению производства и продажи государству зерна и других продуктов земледелия;
- медали[1][2].

## Память
Бюст М. С. Парецковой установлен на Аллее славы в центре г. Ковылкино.
В 2009 году в День физкультурника на стадионе Токмовского сельского поселения проведен футбольный турнир, посвященный памяти М. С. Парецковой.